# Hizan (district)
Hizan is een Turks district in de provincie Bitlis en telt 39.949 inwoners (2007). Het district heeft een oppervlakte van 971,4 km². Hoofdplaats is Hizan.
De bevolkingsontwikkeling van het district is weergegeven in onderstaande tabel.
| 1997   | 2000   | 2007   |
| ------ | ------ | ------ |
| 38.758 | 42.953 | 39.949 |